# The Spiderwick Chronicles
The Spiderwick Chronicles (bra: As Crônicas de Spiderwick; prt: As Crónicas de Spiderwick) é um filme estadunidense de 2008, dos gêneros drama, fantasia e suspense, dirigido por Mark Waters para a Nickelodeon Movies, com roteiro adaptado da série de livros homônima de Holly Black e Tony DiTerlizzi. Toda os livros foram condensados num único filme, que foi gravado inteiramente nos Estados Unidos e distribuído pela Paramount Pictures.
As críticas que a produção recebeu, no geral, são positivas. O ator Freddie Highmore (que interpreta os gêmeos Jared e Simon) e a história foram os que mais receberam elogios, já os efeitos especiais "deixaram a desejar" de acordo com alguns críticos. As Crônicas de Spiderwick acumulou mais de US$ 162 milhões no mundo todo.

## Enredo
A recentemente divorciada Helen Grace (Mary-Louise Parker) se muda para uma casa numa floresta com seus filhos quando essa é dada a ela por sua tia idosa Lucinda (Joan Plowright), embora os gêmeos idênticos Jared e Simon (Freddie Highmore) e sua irmã mais velha Mallory (Sarah Bolger) não queiram se mudar de Nova York. Quando Jared descobre um sistema escondido em um pequeno elevador atrás de uma parede, ele encontra uma chave e descobre o estudo do antigo proprietário da casa, Arthur Spiderwick (David Strathairn). Jared então usa a chave para abrir um baú e nele encontra o guia de campo de Spiderwick; apesar de uma nota anexada avisar para não lê-lo, o garoto o faz de qualquer maneira. Quando Jared explica sobre sua descoberta e a existência de criaturas mágicas, Helen e Mallory não acreditam nele. Logo depois, Jared encontra um duende chamado Tibério (Martin Short), o qual explica que criaturas mágicas são normalmente invisíveis, mas que podem revelar-se caso desejado. Ele diz a Jared sobre um círculo de proteção que Arthur Spiderwick colocou ao redor da casa e lhe dá uma pedra com um buraco através do qual ele pode ver as criaturas mágicas que permanecem escondidas.
No entanto, um ogro que muda de forma chamado Mulgarath (Nick Nolte) quer o guia de campo para si, para que ele possa governar tudo. Ele envia seus goblins, liderados por Redcap o pomposo General Goblin, para obtê-lo e eles sequestram Simon, confundindo-o com Jared. Enquanto isso, Jared encontra Gritalhão (Seth Rogen), um trasgo e inimigo amargo de Mulgarath, pois este havia matado toda sua família. Gritalhão dá a Jared a capacidade de enxergar as criaturas mágicas sem a ajuda da pedra. Mulgarath permite Simon ir e repreende Redcap por falhar em trazer o garoto que possuía o livro. Jared encontra Simon e ambos disputam o livro, que é logo avistado pelos goblins. Juntos, os gêmeos fogem para a casa, com Simon ferido. Mallory é então atacada pelos goblins, mas consegue matar vários usando suas habilidades de esgrima, fazendo-a finalmente perceber que Jared estava certo. No interior, Tibério os informa que Mulgarath vai matar todos os seres humanos e cristuras que se opõem a ele, se ele conseguir pegar o livro.
Eles decidem destruir o livro numa tentativa de queimá-lo, mas as chamas sequer o danificam, pois um encantamento protege o livro. Sem outras opções, as crianças decidem visitar sua tia-avó Lucinda, agora em um hospital psiquiátrico, para que possam saber mais sobre o livro. Enquanto Simon distrai os goblins, Mallory e Jared conseguem chegar a um túnel sob a propriedade. Eles são perseguidos por um troll toupeira e só escapam quando ele é atingido por um veículo que se aproxima. Lucinda diz a eles que deveriam encontrar Arthur Spiderwick e que somente ele poderia destruir o livro. No entanto, Arthur está sendo mantido preso pelas ninfas, um tipo de fada. Repentinamente, goblins os atacam e roubam várias páginas do livro antes de serem expulsos. Na mata, Mulgarath violentamente repreende Redcap por não trazer o livro todo, como a maioria das informações nas páginas roubados eram inúteis, mas ele fica satisfeito quando ele descobre que um deles tem a informação que lhes diz como quebrar o círculo de proteção com a chegada da Lua. Mulgarath e Redcap preparam para fazer a poção capaz de destruir o círculo. Enquanto isso Helen, que dirige levando Jared e Mallory até em casa, não acredita neles sobre o que está acontecendo e os acusa de usar isso como uma desculpa para querer voltar para Nova York. Jared, em seguida, entra em uma acalorada discussão com ela sobre o porquê de seu pai a ter deixado, supostamente por essa não ouvir e apenas gritar. Uma vez em casa, Jared diz a Helen que ele a odeia e não quer viver com ela.
Mais tarde, Gritalhão avisa Jared, Simon e Mallory sobre o plano de Mulgarath e dá a Simon e Mallory a capacidade de ver as criaturas mágicas. Jared, em seguida, tenta chamar seu pai, mas Mallory diz que ele está com outra mulher e não voltará a eles como ele prometeu, fazendo Jared lamentar suas palavras de raiva que ele disse a sua mãe. Jared, Simon e Mallory usam o livro para chamar pet de Arthur Spiderwick, um grifo, que os leva para o reino das ninfas. Lá, eles conhecem Arthur, que não envelheceu, mas também não tem conhecimento do tempo que ele passou lá. Jason lhe pede para destruir o livro, apenas para descobrir que Tibério havia trocado as páginas originais por falsas. Arthur avisa que as ninfas não irão permitir sua saída e que irão manter os garotos presos ali por saberem demais, contudo, Arthur distrai as ninfas enquanto Jason e Mallory fogem. Uma vez em casa, eles tentam convencer Helen da ameaça iminente dos goblins e da existência de criaturas mágicas. Primeiramente, Helen se recusa a ouvir até que Tibério aparece e eles mostram os goblins fora da casa, finalmente quebrando sua descrença e fazendo-a concordar em ajudar a parar o ataque. Neste momento, os goblins terminam de espalhar a poção, que rompe com êxito o círculo quando a lua nasce. Jared, Simon, Mallory e Helen armam-se com facas de aço e bombas de molho de tomate caseiras preparados por Simon anteriormente.
A família se defende com sucesso dos goblins atacando, embora a casa acabe por sofrer danos consideráveis no processo. Quando eles são forçados a irem para a cozinha com a chegada de Mulgarath, eles colocam todas as suas bombas no forno, explodindo-o e matando todos os goblins, incluindo Redcap. Richard (Andrew McCarthy) entra na casa e diz a Jared que ele veio pedir desculpas. Jared, percebendo que não é seu pai, o apunhala no estômago, revelando que ele é Mulgarath disfarçado. Jared escapa com o livro através do mini elevador enquanto Mulgarath o persegue em forma de uma serpente e fere Tibério. No telhado, Jared lança o livro no ar; Mulgarath transforma-se em um corvo e tenta pegá-lo, mas ele é comido por Gritalhão, vingando sua família e as páginas do livro são então espalhadas no chão. Jared, em seguida, desce do telhado e ele junto Helen reconciliam-se pelas discussões anteriores.
As família traz Lucinda de volta para a casa, mostrando os reparos a serem feitos na casa após o ataque dos goblins e reintroduzindo-a a Tibério, que está vivo. De repente, as ninfas aparecem trazendo Arthur, tendo ele sido autorizado a visitar sua casa agora que o livro está em segurança. Contudo, ele não pode permanecer fora do reino das fadas, caso contrário, a idade o atingiria de uma só vez, transformando-o em pó. Lucinda pede para ser levada junto dele; as ninfas transformam-na de volta em seus seis anos de idade e ambos vão embora. Em seguida, retomam suas vidas normais com Tibério, Gritalhão e o Grifo.

## Elenco e vozes
- Freddie Highmore - Jared e Simon Grace
- Sarah Bolger - Mallory Grace
- Mary-Louise Parker - Helen Grace (mãe)
- Martin Short - Tibério
- Nick Nolte - Mulgarath
- David Strathairn - Arthur Spiderwick (tio bisavô)
- Joan Plowright - Lucinda Spiderwick (tia avó)
- Seth Rogen - Gritalhão
- Andrew McCarthy - Richard Grace (pai)
- Jordy Benattar - Lucinda (criança)
- Lise Durocher-Viens - Sra. Spiderwick

## Recepção
O público pesquisado pelo CinemaScore deu ao filme uma nota "A-" na escala de A a F. 
No consenso do agregador de críticas Rotten Tomatoes diz que "é uma aventura de um entreter as crianças com o coração e a imaginação de sobra." Na pontuação onde a equipe do site categoriza as opiniões da grande mídia e da mídia independente apenas como positivas ou negativas, o filme tem um índice de aprovação de 81% calculado com base em 149 comentários dos críticos. Por comparação, com as mesmas opiniões sendo calculadas usando uma média aritmética ponderada, a nota alcançada é 6,7/10.
Em outro agregador, o Metacritic, que calcula as notas das opiniões usando somente uma média aritmética ponderada de determinados veículos de comunicação em maior parte da grande mídia, tem uma pontuação de 62/100, alcançada com base em 30 avaliações da imprensa anexadas no site, com a indicação de "revisões geralmente favoráveis".